# Демчук, Николай Васильевич
Николай Васильевич Демчу́к (род. 10 января 1949, х. Мирный, Староминский район, Краснодарский край, РСФСР, СССР) — советский партийный, хозяйственный и российский государственный деятель. Премьер-министр Республики Адыгея с декабря 2001 по декабрь 2002. Вице-президент Республики Адыгея с января по декабрь 2003. Депутат Государственной думы Федерального собрания Российской Федерации IV созыва с 29 декабря 2003 по 24 декабря 2007.

## Биография

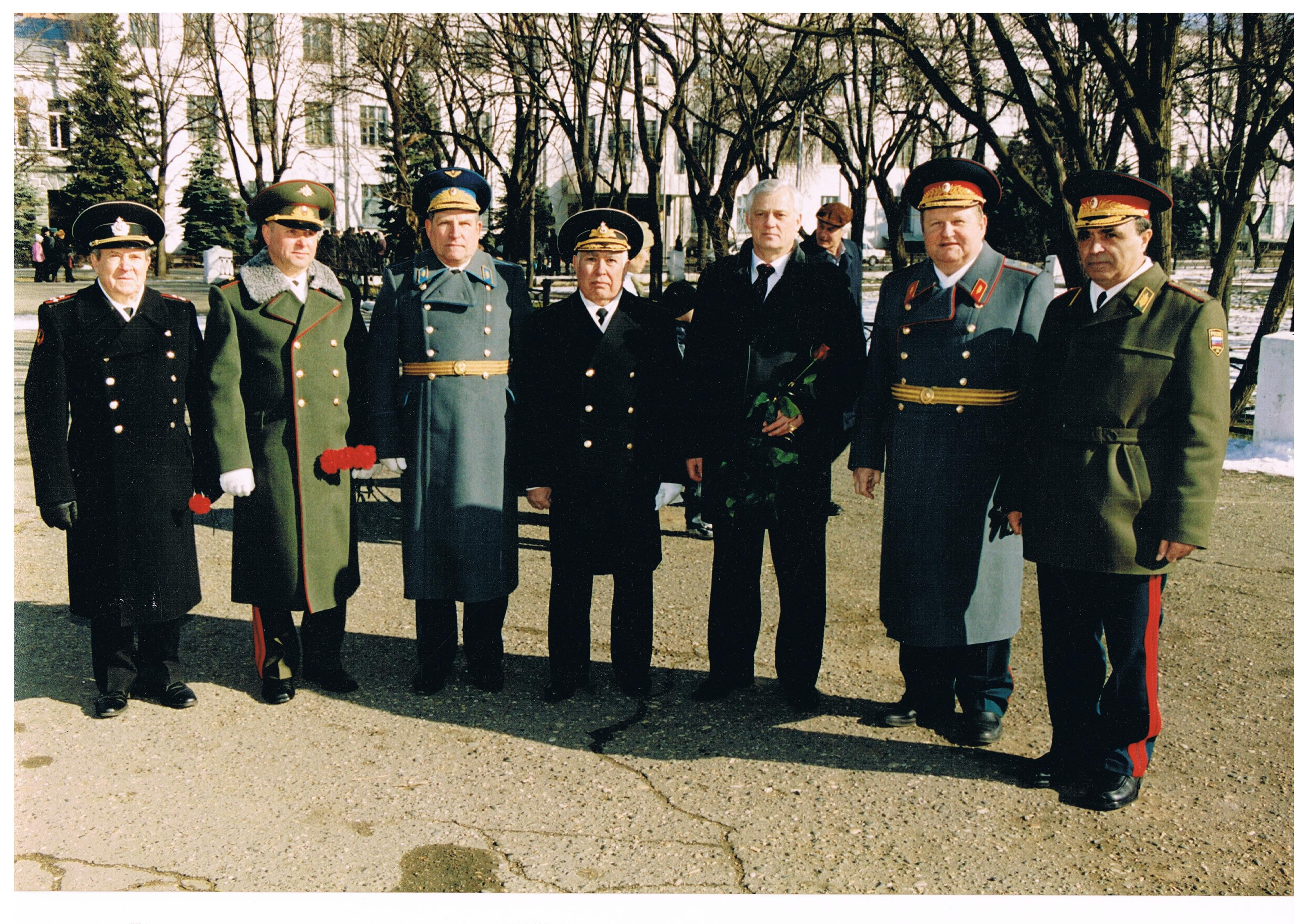
Герой Советского Союза Гурьев М. Н., генералы Колягин Ю. Н., Саленко Ю. М., контр-адмирал Тхагапсов М. М., Вице-президент Адыгеи Демчук Н. В., генералы Дорофеев А. А. и Бричев В. М. Майкоп, 23 февраля 2003

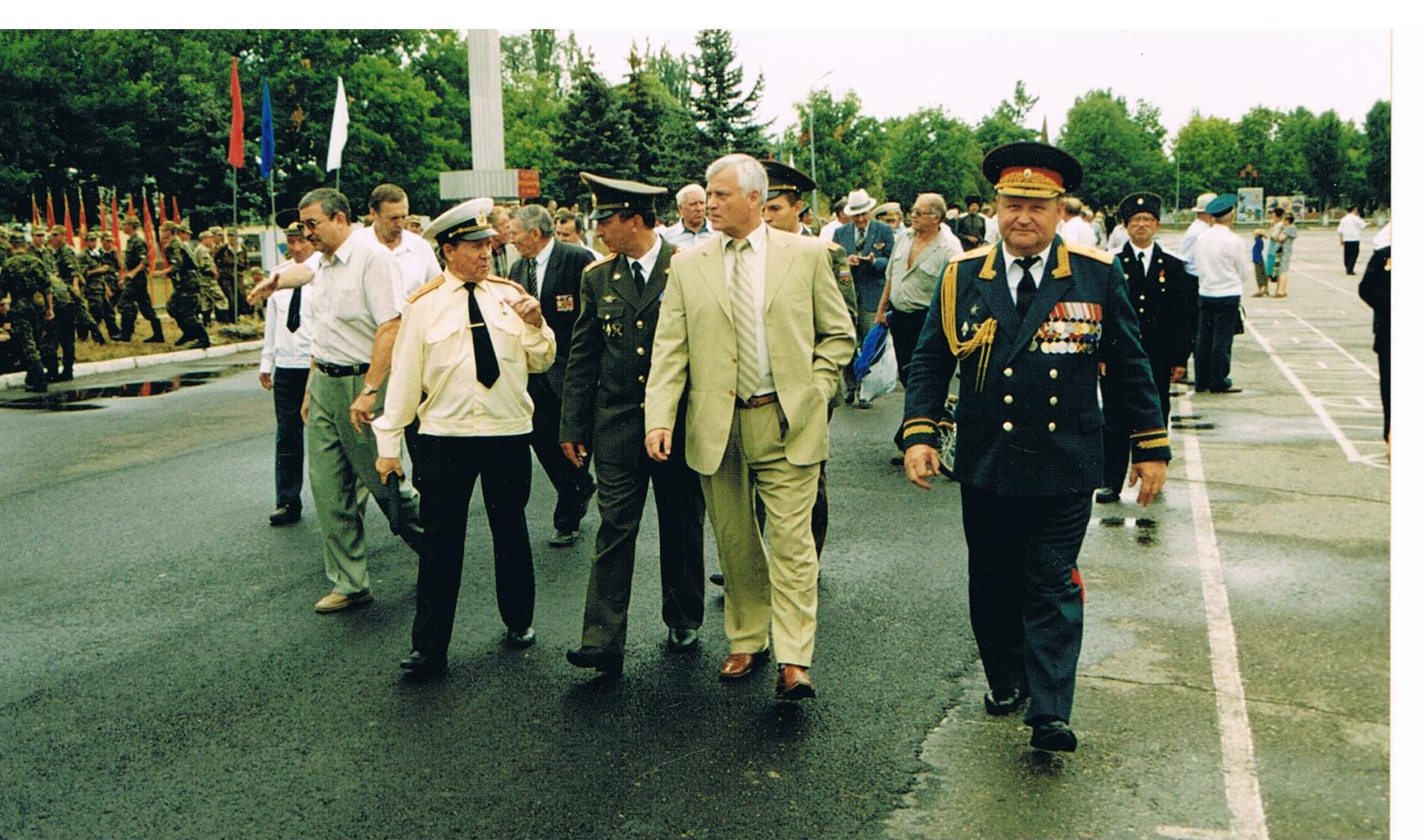
Н. Демчук в 131-й омсбр. Майкоп, 19 июля 2003

Родился 10 января 1949 в хуторе Мирный станицы Староминской Староминского района Краснодарского края РСФСР, в многодетной крестьянской семье. В 1964 окончил Куйбышевскую восьмилетнюю школу Староминского района.
С 1964 по 1968 учился в Анапском сельскохозяйственном техникуме, который окончил с отличием.
В 1968 — агроном бригады колхоза «Красное знамя» Староминского района.
С 1968 по 1971 служил в рядах Советской армии на Черноморском флоте (чемпион флота по боксу и гребле на ялах).
С 1972 по 1977 учился в Кубанском сельскохозяйственном институте (ленинский стипендиат).
С 1977 по 1979 — агроном, главный агроном колхоза «Победа коммунизма» Майкопского района.
С 1979 по 1982 — инструктор Адыгейского обкома КПСС.
С 1982 по 1984 учился в Ростовской высшей партийной школе.
С 1983 по 1989 — Председатель Октябрьского райисполкома Адыгейской автономной области.
С 1989 по 1990 — Первый секретарь Октябрьского райкома КПСС.
С 1990 по 1992 — Председатель Тахтамукайского Совета народных депутатов.
С 1992 по декабрь 2001 — глава администрации Тахтамукайского района.
С декабря 2001 по декабрь 2002 — Премьер-министр Республики Адыгея.
С января по декабрь 2003 — Вице-президент Республики Адыгея.
С 28 декабря 2003 по 24 декабря 2007 — Депутат Государственной думы Федерального собрания Российской Федерации IV созыва. Избран по Адыгейскому избирательному округу № 1. Член фракции Единая Россия. Член Комитета Государственной думы по делам Федерации и региональной политике и член Комиссии Государственной думы по проблемам Северного Кавказа.

## Семья
Женат, двое дочерей: Оксана и Елена. Внучка Ксения.

## Награды
СССР
- Знак ЦК ВЛКСМ «За отличную учёбу»
- Медаль «За воинскую доблесть. В ознаменование 100-летия со дня рождения Владимира Ильича Ленина»
- Медаль «За укрепление боевого содружества»

Россия
- Медаль «Участнику чрезвычайных гуманитарных операций»
- Медаль «Слава Адыгеи»
- Медаль «За выдающийся вклад в развитие Кубани» I степени
- Орден Дружбы (1999)

ведомственные
- Знак отличия «За достижения в развитии культуры» (Министерство культуры)
- Почётный знак «За заслуги в развитии физической культуры и спорта» (Министерство спорта)
- Наградной знак «Отличник физической культуры и спорта» (Министерство спорта)
- Почётный знак «Отличник образования Российской Федерации» (1996)

религиозные
- Орден Преподобного Сергия Радонежского III степени (РПЦ)

общественные и почётные награды
- Лауреат Лиги Мира Республики Адыгея (1996) — за большой вклад в укрепление мира, дружбы и братства народов
- Почётный гражданин аула Тахтамукай
- Почётный знак Государственного совета Адыгеи «Закон. Долг. Честь»
- Почётная грамота Государственной думы Федерального собрания Российской Федерации
- Почётная грамота Государственного совета Адыгеи

## Увлечения
Увлекается боксом, греблей, верховой ездой и футболом.